# 옥 (성씨)
옥(玉)씨는 한국의 성씨이다. 2000년 대한민국 통계청 인구조사에서 약 22,964명으로 조사되어, 한국 성씨 인구 순위 88위이다. 본관은 문헌에 17본이 전하나 현재는 의령 옥씨 단본으로 합보되었다.

## 의령 옥씨
의령 옥씨(宜寧 玉氏)의 시조 옥진서(玉眞瑞)는 당나라에서 고구려로 파견된 8재사(八才士)의 한 사람으로 고구려 멸망 후 신라로 들어가 국학교수(國學敎授)를 역임하였는데 그 공으로 의춘군(宜春君)에 봉해졌다고 한다. 하지만 세계를 고증할 수 없어 고려 때 창정(倉正)을 지낸 옥은종(玉恩宗)을 1세조로 한다.
한편, 『등과록전편(登科錄前編)』에 1389년(고려 창왕 1년) 기사(己巳) 동진사(同進士) 1위로 문과에 급제한 왕사온(王斯溫)이라는 인물이 있다. 하지만 『조선씨족통보』에는 의령 옥씨 편에 옥사온(玉斯溫)이라고 기록되어 있다. 이성계의 역성 혁명 이후 왕씨에 대한 대대적인 학살이 있었는데 이를 피해 외가 등의 성씨를 따라 개성 왕씨(王氏)에서 옥씨(玉氏)로 개성했던 것일 가능성이 높다. 옥사온의 조카 옥고(玉沽)의 문과 방목을 보면 그의 아버지는 옥사미(玉斯美)이며 옥사온은 옥사미의 동생이다. 『조선씨족통보』에 의하면 옥고는 반성 옥씨(班城玉氏) 편에 기록되어 있다. 이로 보아 형 옥사미는 반성 옥씨로, 동생 옥사온은 의령 옥씨로 분적했던 것 같다. 현재는 의령 옥씨로 합보하였다. 1918년에 발행된 개성 왕씨 족보 무오보에 옥(玉)씨 성을 쓰던 일부가 왕(王)씨로 환성하였다.

## 인물
- 옥고(玉沽, 1382년 ~ 1436년) : 조선 초기의 문신. 본관은 의령, 자는 대수(待售), 호는 응계(凝溪). 길재(吉再)의 문하에서 수학하였으며, 생원시를 거쳐 1399년(정종 1) 식년문과에 동진사(同進士)로 급제하였다. 그 뒤 성균관의 학유(學諭)·학정(學正)·박사·전적(典籍)과 안동부통판(安東府通判) 등을 거쳐 1408년경(태종 8) 지대구군사(知大丘郡事)로 파견되었다. 1420년(세종 2) 집현전의 설치와 함께 재행이 있다 하여 교리(校理)에 선보되었으며, 정언(正言)·예조정랑, 황해도문민질고사(黃海道問民疾苦使), 봉상시소윤(奉常寺少尹), 장령(掌令) 등을 역임하고 대구에 은거하였다. 성품이 청렴결백할 뿐만 아니라, 총명한 자질로 학문에 힘써 명망이 높았다. 청백리에 녹선되었으며, 안동의 묵계서원(默溪書院)에 제향되었다.[3]

#### 현대 인물
현대 인물로는 배우 옥소리, 가수 옥주현, 옥택연 전 공군참모총장 옥만호, 목사 옥한흠, 주교 옥현진, 성지인 옥진우 등이 있다.